# San Lucas (Honduras)
San Lucas (uit het Spaans: "Sint-Lucas") is een gemeente (gemeentecode 0712) in het departement El Paraíso in Honduras.
De hoofdplaats ligt in bergachtig terrein. In het zuiden loopt de rivier Dolores.

## Bevolking
De bevolking is als volgt verdeeld:
| Vrouwen | 3829 | 48,1% |
| Mannen  | 4134 | 51,9% |

## Dorpen
De gemeente bestaat uit tien dorpen (aldea), waarvan de grootste qua inwoneraantal: San Lucas (code 071201), Los Quebrachos (071206) en Navijupe (071208).